# モノキニ

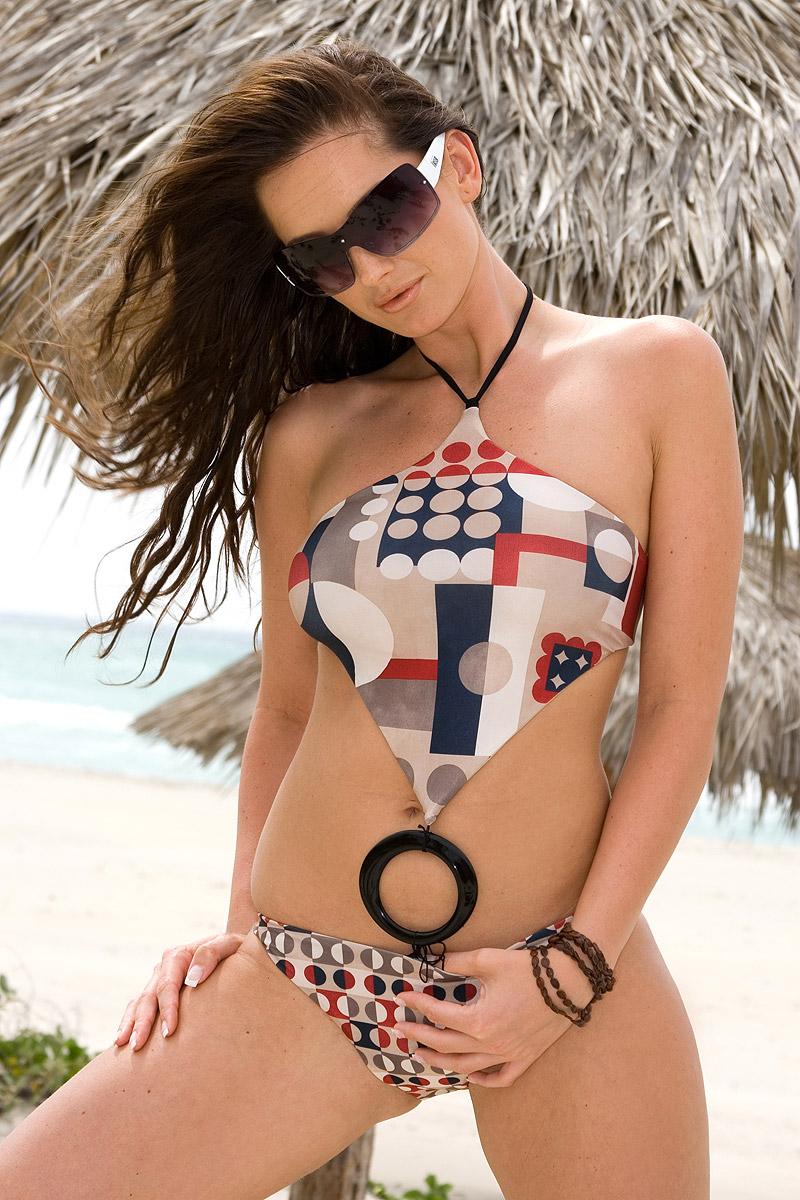
モノキニ

モノキニ（英語: monokini）とは、前から見るとワンピース、後ろから見るとビキニに見える水着である。トリキニ（英語: trikini、Triquini）とも呼ばれる場合もある。 

## 当初のモノキニ

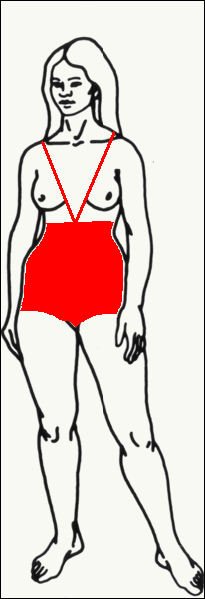
1964年発表当初のモノキニ

元々はアメリカのファッションデザイナーのルディ・ガーンライヒが1964年に発表した、トップレスでボトムのみの水着を指していたが全く定着しなかった。
1964年6月3日にトップレスのモノキニを着たペギー・モフィットの写真がアメリカの雑誌『ウーマンズウェアデイリー』に掲載されると、アメリカや他の国々で大きな論争が起こった。首からストラップで吊り下げたこのデザインは最初の女性用トップレス水着だった。同性愛者であるガーンライヒは、抑圧的な社会に対する抗議として、性別を超越して衣服から解放するという意味を込めてモノキニをデザインした。彼は当初これを商業的な製品にするつもりはなかったが、デザインを見たファッション雑誌『ヴォーグ』のダイアナ・ヴリーランドに勧められて販売することに至る。結果的に3000枚の注文が入って販売され、そのうちの少なくとも2枚は人前で着用されたことが確認されている。サンフランシスコのトップレスのダンサー、キャロル・ドーダはナイトクラブで着用した。モデルのトニ・リー・シェリーはシカゴのビーチで着ているところをわいせつ罪で逮捕され、後に釈放された。

## 名前の由来
ルディ・ガーンライヒは、「ビキニ（bikini）」の「ビ（bi）」を「2つ」の意味を持つ倍数接頭辞「バイ（bi）」と見なしてもじり、「1つ」の意味を持つ倍数接頭辞「モノ（mono）」をつけて「モノキニ（monokini）」と名付けた。なお、ビキニ（bikini）自体は、1946年にフランスのデザイナーであるルイ・レアールによってマーシャル諸島のビキニ環礁から名付けられた。その経緯については「ビキニの名称の由来」を参照。
英語には、主にラテン語やギリシア語を由来とした「倍数接頭辞」という、数を表す接頭辞がある。
例えば、一輪車＝「モノシクル（monocycle）」・二輪車＝「バイシクル（bicycle）」・三輪車＝「トリシクル（tricycle）」などは「数を表す接頭辞＋輪を表すサイクル（cycle）」となっている。「モノ（mono）」はもともとギリシア語で「単一」や「唯一」の意味を持つ「モノス（μόνος、mónos）」に由来する。「bi（バイ）」はラテン語で「2」を、「tri（トライ）」はギリシア語やラテン語で「3」を意味する。この倍数接頭辞が水着の名前に応用され、モノキニ発表以降は、主にヨーロッパやアメリカでは「キニ（kini）」を水着を表す言葉として使用するようになった。

## 現在のモノキニ
後にツーピース水着を金輪などでつなぎ、ワンピース型とした水着を呼ぶようになった。現在は、背中の部分を大きくカットしたベアバック（英: bareback）、ウエスト部分を大きくカットしたベアミドリフ（英: baremidriff）など開口部から皮膚を露出させ、後ろから見るとビキニのように見えるワンピース水着のデザインとなっている。
また日本では2000年代後半頃から、基本はほとんどビキニと同じだが、ブラとボトムの間が、正面においてI字状の直線またはX字状に結ばれている（つまりヘソの近くまで干渉する）水着も登場している。これもビキニのようだがワンピースなのでモノキニ、または「つなぎビキニ」と呼ばれる事もある。
女性用水着のビキニに対して、男性用水着や海水パンツもモノキニと呼ばれることがある。